# 2002년 전미 비평가 협회상
제37회 전미 비평가 협회상은 2002년 최고의 영화를 기리기 위해 2003년 1월에 열린 시상식이다. 뉴욕, Sardi's Restaurant에서 개최되었다.

## 수상 및 후보

### 작품상
- 피아니스트 수상

### 감독상
- 피아니스트 - 로만 폴란스키 수상

### 여우주연상
- 언페이스풀 - 다이안 레인 수상

### 남우주연상
- 피아니스트 - 애드리언 브로디 수상

### 여우조연상
- 파 프롬 헤븐 - 패트리시아 클락슨 수상

### 남우조연상
- 캐치 미 이프 유 캔 - 크리스토퍼 월켄 수상

### 각본상
- 피아니스트 - 로널드 하우드 수상

### 외국어영화상
- 이 투 마마 수상